# Stelletta tetrafurcata
Stelletta tetrafurcata är en svampdjursart som beskrevs av Kazuo Hoshino 1981. Stelletta tetrafurcata ingår i släktet Stelletta och familjen Ancorinidae. Inga underarter finns listade i Catalogue of Life.